# Riblje tutkalo
Riblje tutkalo  je tutkalo dobiveno od sušenih ribljih mjehura. To je vrsta kolagena, a najčešće je korišten za bistrenje piva i bistrenje vina, te u prehrani. Također daje kvalitetno prirodno ljepilo koje se koristi u konzervaciji umjetnina, prije svega pergamenta. Korišteno je i u starim fotografskim tehnikama te u zlatarstvu (za razne kitove i ljepila). Najkvalitetnije se vrste dobivaju u Rusiji, a polazna sirovina su plivaći mjehuri jesetre.

## Primjena u konzervaciji restauraciji
Obično se radi u koncentraciji od 10 - 12,5 grama na 250 ml vode(znači oko 50 grama na litru), te se dobiveni gel po potrebi još dodatno razrjeđuje vodom. Nabubreno ljepilo polako grijati do oko 60 °C, nipošto ne pregrijati. Po ruskim izvorima može mu se dodati i do najviše 1/5 meda, ako želimo da bude još elastičnije (ovakova se otopina koristila za dubliranje slika na platnu). Također mu se dodaju i antiseptici, najčešće salicilna, karbolna ili borna kiselina (do najviše 2 %).

## Vanjske poveznice
- Petukhova,T. Potential Applications of Isinglass Adhesive for Paper Conservation
- STURGEON GLUE FOR PAINTING CONSOLIDATION IN RUSSIA